# Otto Laible
Otto Laible (* 14. Januar 1898 in Haslach im Kinzigtal; † 22. April 1962 ebenda) war ein deutscher Maler.

## Leben
Otto Laible befand sich 1916 im Kriegsdienst. Ab 1919 machte er eine Ausbildung zum Ziseleur in Karlsruhe und Pforzheim. Anschließend studierte er an der Badischen Landeskunstschule in Karlsruhe, wo er Schüler von Georg Scholz und Walter Conz war. 1922 besuchte er die Karlsruher Kunstgewerbeschule, wo er Meisterschüler von Ernst Würtenberger wurde. 
1924 folgte dank eines Stipendiums seine erste Reise nach Paris, fünf Jahre später ließ er sich als freischaffender Kunstmaler in Karlsruhe nieder. 1933 wurde Laible für den Villa-Massimo-Preis vorgeschlagen, was jedoch wegen seiner frankophilen Vorliebe bei den Nationalsozialisten auf Ablehnung stieß und zerschlagen wurde.
In der Zeit des Nationalsozialismus war Laible obligatorisch Mitglied der Reichskammer der bildenden Künste. Für diese Zeit ist seine Teilnahme an 13 großen Ausstellungen sicher belegt, darunter 1941 die Große Deutsche Kunstausstellung in München (mit dem Kriegsbild Gebrochener Widerstand; Aquarell). 1944 wurde sein Karlsruher Atelier bei einem Bombenangriff zerstört. 
Nach dem Krieg gründete er mit Karl Hubbuch und anderen Künstlern die Künstlergruppe Der Kreis. Im Jahre 1947 wurde er zum Leiter einer Zeichenklasse an die Staatliche Akademie der Bildenden Künste Karlsruhe berufen und dort 1949 Professor sowie 1957/58 stellvertretender Rektor.

## Werk
Otto Laibles Werk ist von seiner Teilnahme an beiden Weltkriegen und von seiner engen Beziehung zu Frankreich und zur französischen Malerei stark beeinflusst.
Seine Werke im Auszug sind:
- Die Türme der Stadt Karlsruhe.
- Frau bei der Toilette.
- Paar.